# Lac Bueil
Lac Bueil är en sjö i Kanada.   Den ligger i regionen Nord-du-Québec och provinsen Québec, i den östra delen av landet, 600 km norr om huvudstaden Ottawa. Lac Bueil ligger 378 meter över havet. Arean är 43 kvadratkilometer. Den sträcker sig 17,2 kilometer i nord-sydlig riktning, och 11,7 kilometer i öst-västlig riktning.
Trakten runt Lac Bueil är nära nog obefolkad, med mindre än två invånare per kvadratkilometer.